# 漣紋青灰蝶
漣紋青灰蝶（學名：Tajuria illurgis），又名淡藍雙尾灰蝶、漣紋小灰蝶、臺灣漣小灰蝶、臺灣漣漪小灰蝶、漣灰蝶、假漣紋青灰蝶、台灣漣漪小灰蝶、台灣漣小灰蝶。

## 描述
本種為中型灰蝶，無雌雄二型性。體背褐色，腹面白或乳黃色。頭部具毛，頭頂褐色帶明顯白色窄帶，額白色帶褐紋，複眼光滑有白色輪緣。觸角褐色有白環，下唇鬚前伸，末節細小，白色背面帶深褐紋。足白色具深褐條紋，雄蝶前足跗節癒合，雌蝶不癒合。
前翅長16-20 mm，呈三角形，前緣及外緣弧形；後翅卵形，臀區具葉狀突，CuA1、CuA2與1A+2A脈末端具絲狀尾突，CuA2較長。翅背面底色深褐或黑褐色，前翅內側及後翅大部分有藍紫色金屬光澤斑，並帶白紋，雌蝶斑紋較明顯。後翅CuA1室外端具黑褐斑。
翅腹面底色白色，前後翅有黑褐色或淺褐色斷續線紋，後翅呈波狀。中室末端有2枚「ㄑ」字形黑褐斑，CuA1室具黑斑與橙環形成之眼狀斑，臀突黑色，上有橙紋與藍鱗。翅緣有模糊暗帶，緣毛為白與褐色相間。

## 分佈
分布於印度東北部、喜瑪拉雅地區、中南半島、華西及臺灣，臺灣見於低至中海拔山區。

## 棲地
棲息於常綠闊葉林，一年多代，幼蟲以桑寄生科植物的葉片和花為食。  
寄主植物包括大葉桑寄生、忍冬葉桑寄生、李棟山桑寄生、蓮華池寄生等。

## 亞種
- Tajuria illurgis illurgis (不丹、阿薩姆邦、泰國北部、雲南)
- Tajuria illurgis tattaka (Araki, 1949) (台灣)